# Podhoroď
Podhoroď (in ungherese: Tibaváralja) è un comune della Slovacchia facente parte del Distretto di Sobrance, nella regione di Košice. La prima notizia certa del comune risale al 1406.